# Gevninge (plaats)

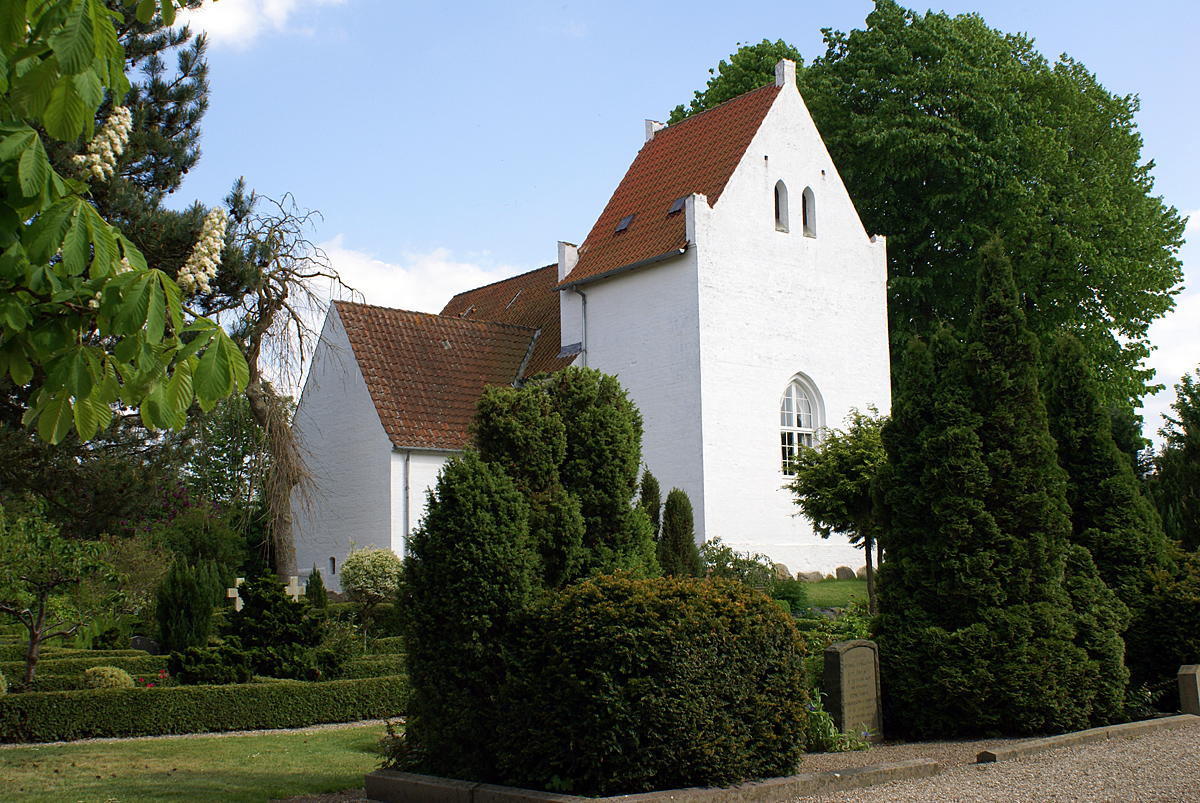
Gevninge

Gevninge is een plaats in de Deense regio Seeland, gemeente Lejre, en telt 1542 inwoners (2008).